# Most metra w Kijowie
Most metra (ukr. Міст Метро) – most w Kijowie, na Ukrainie, nad Dnieprem. Został zaprojektowany przez architekta G. Fux i Y. Inosowa i zbudowany w 1965 roku wraz z rozbudową metra w Kijowie. Most znajduje się na linii Swjatoszynśko-Browarśkiej i jest również wykorzystywany przez ruch samochodowy.

## Zdjęcia

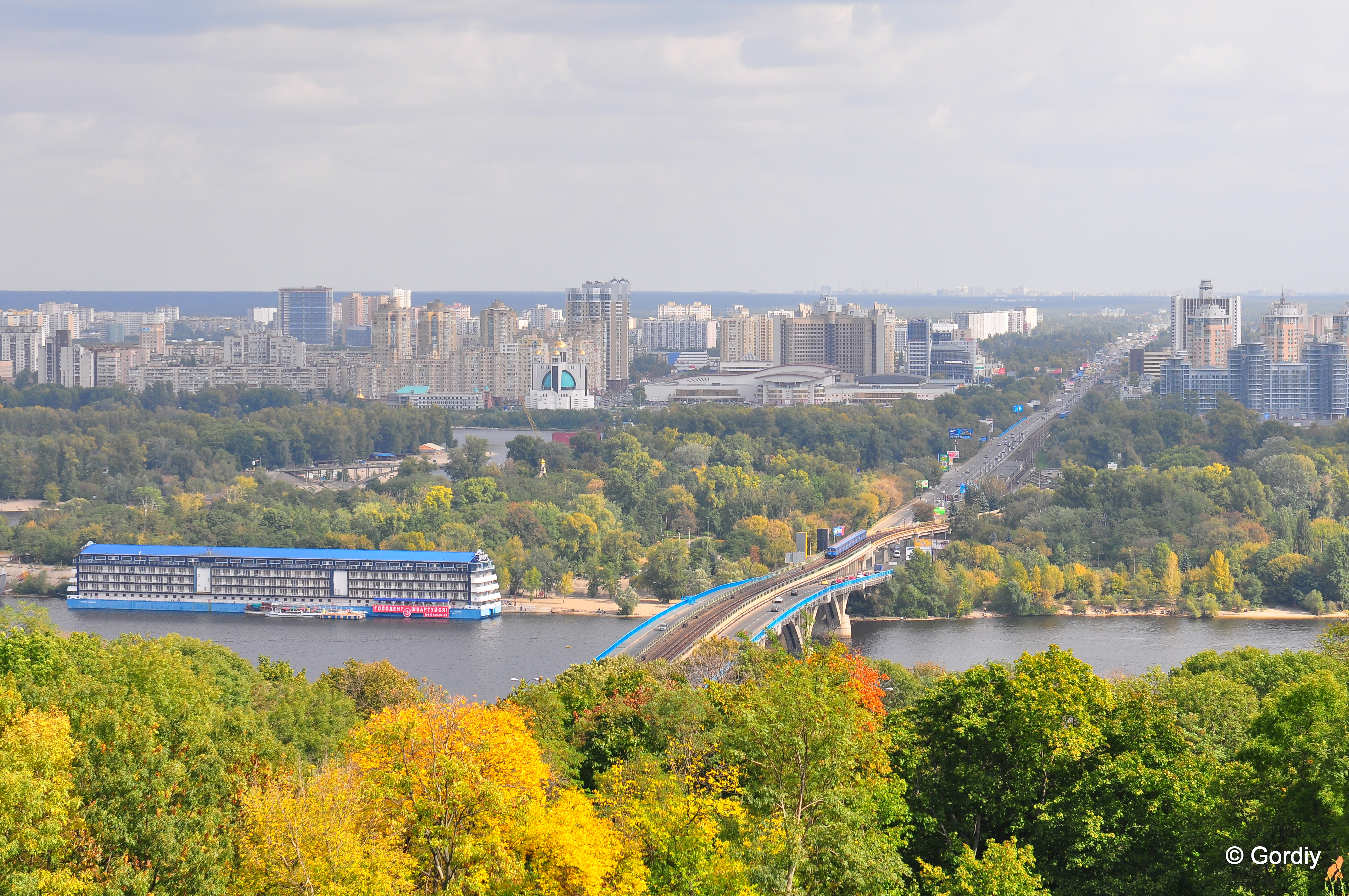
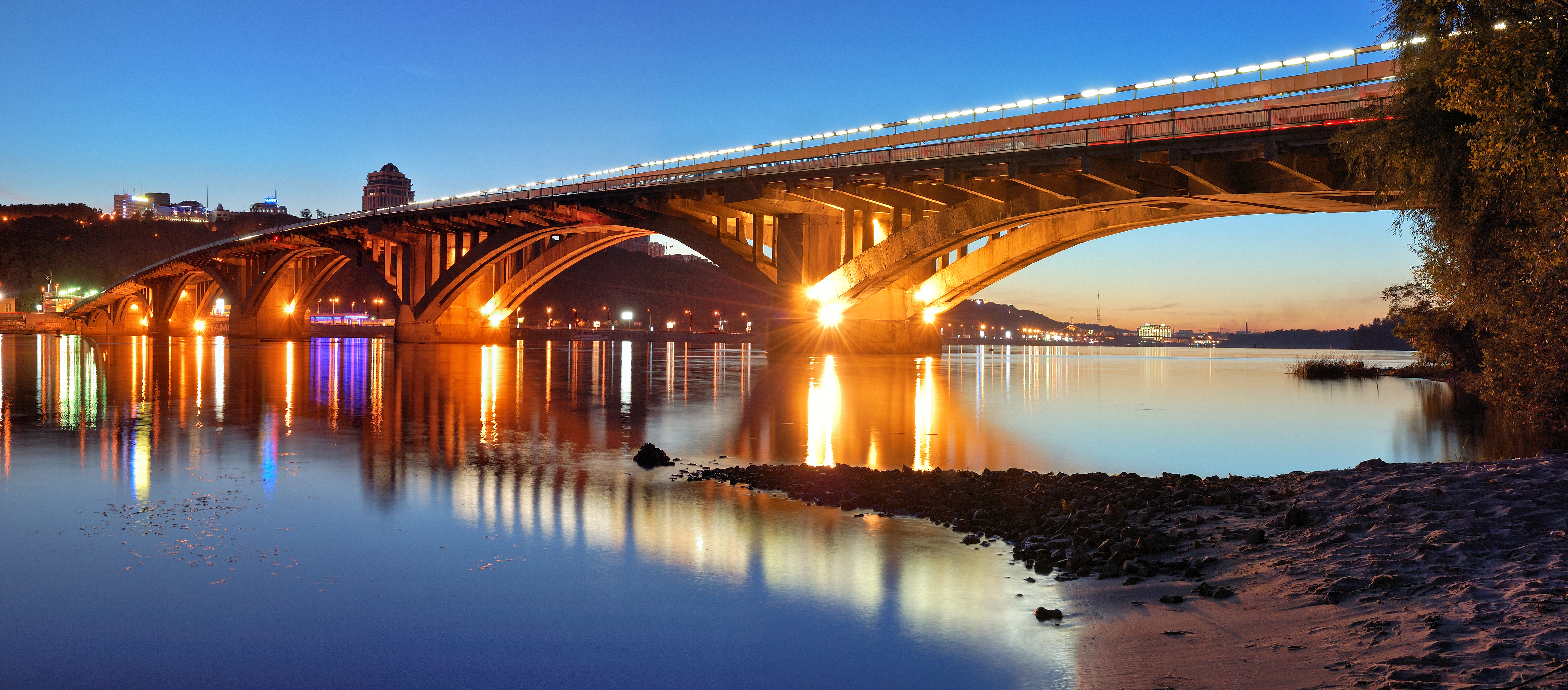
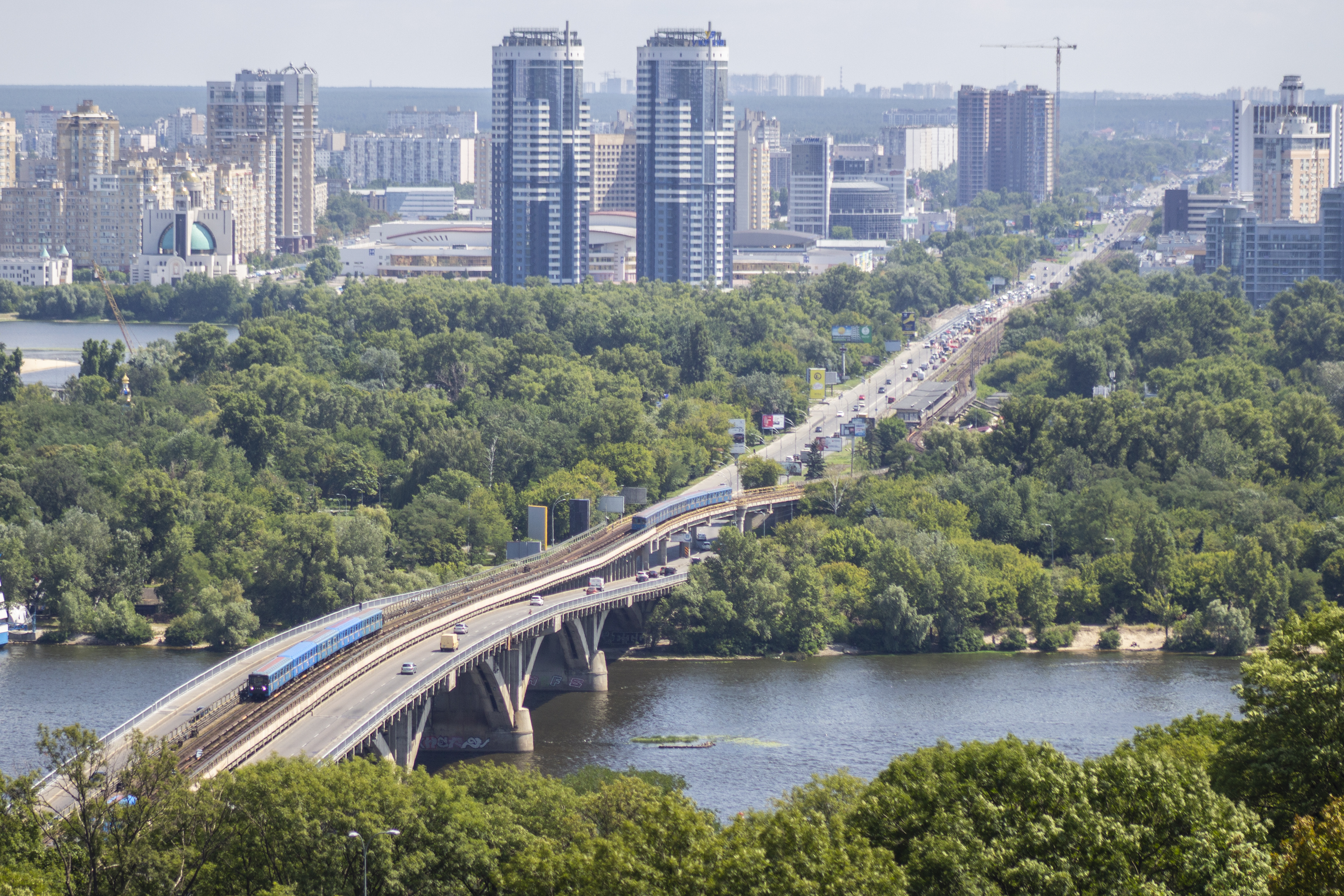
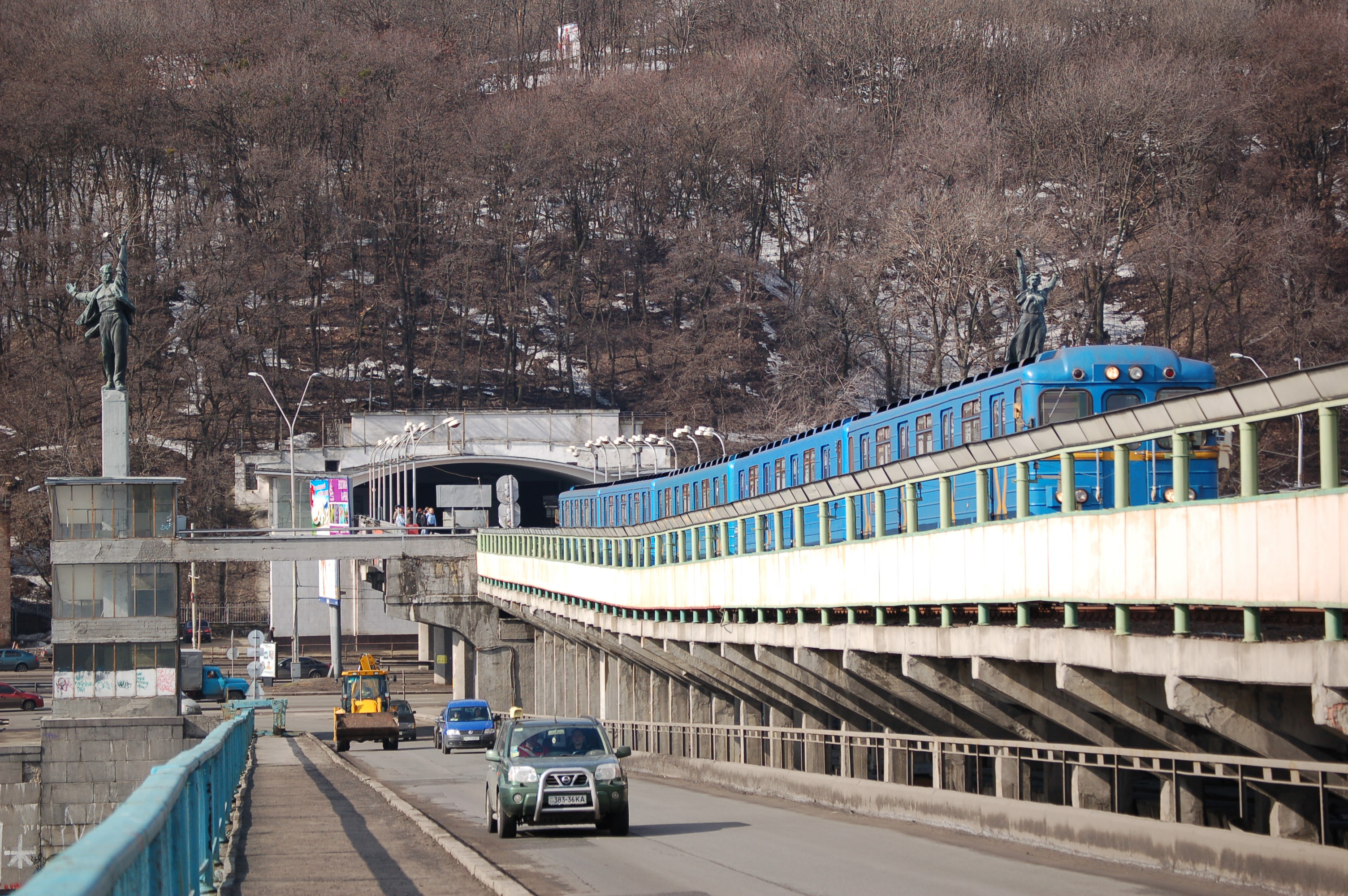
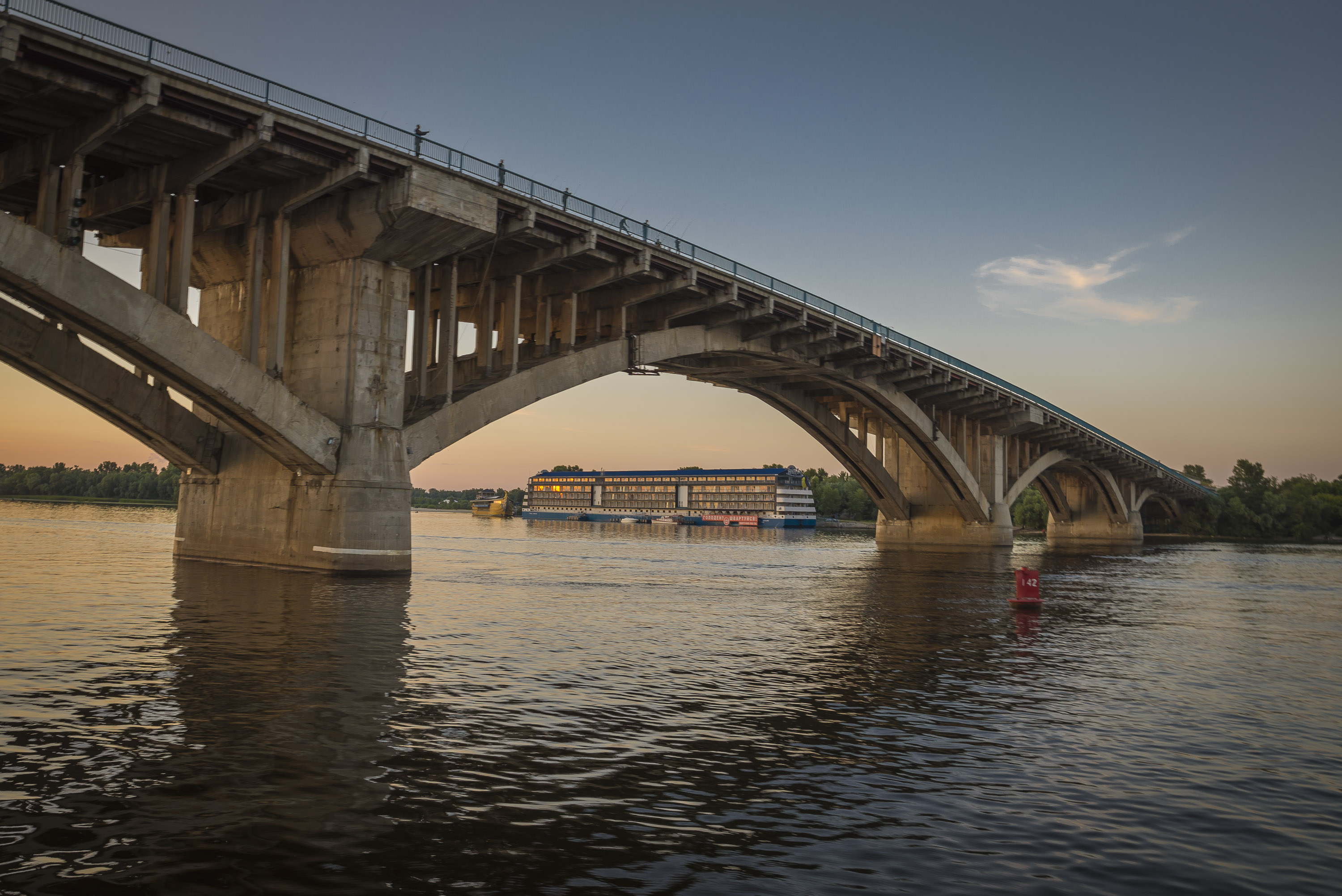
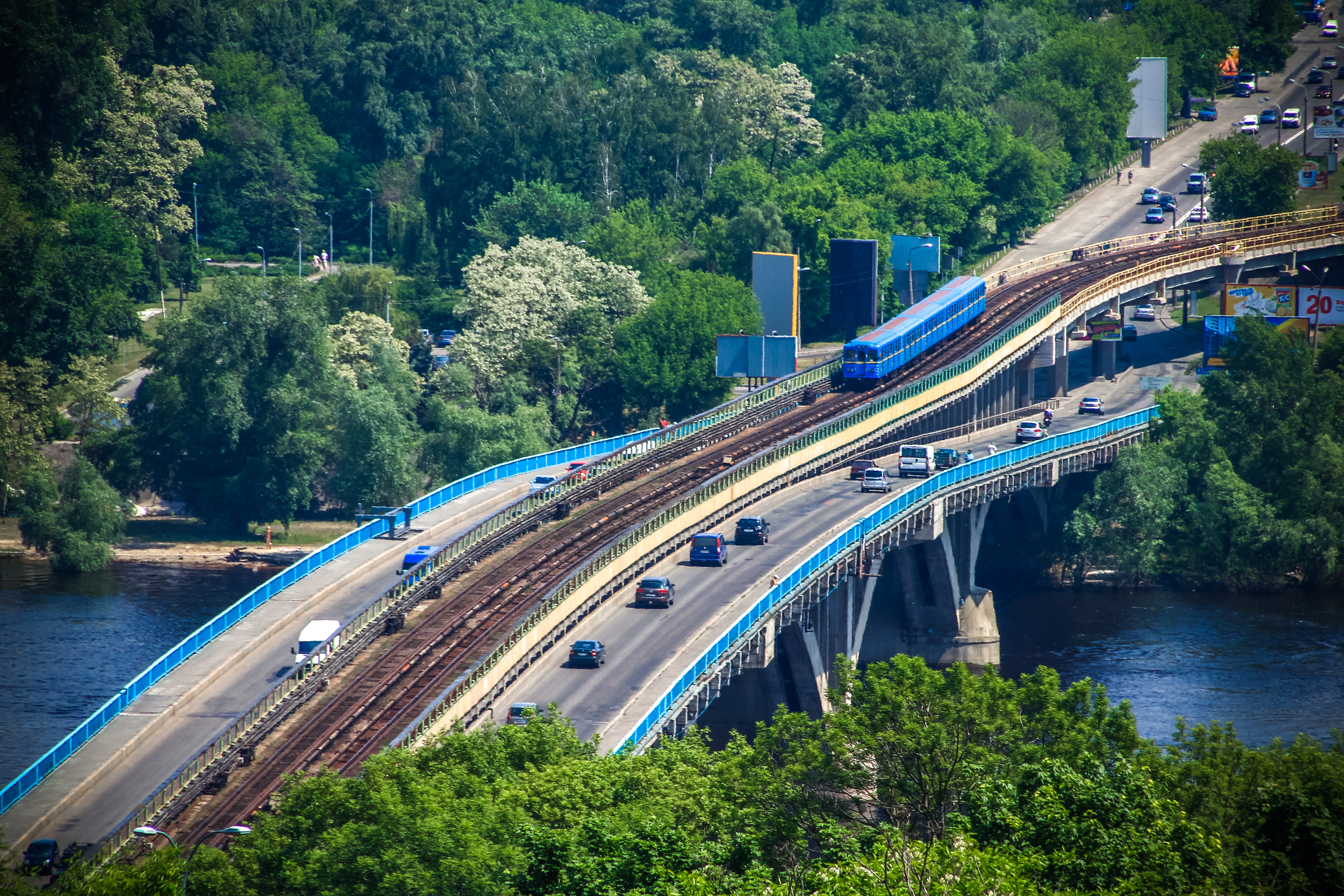